# 美園駅
美園駅（みそのえき）は、北海道札幌市豊平区美園8条6丁目にある、札幌市営地下鉄東豊線の駅である。駅番号はH12。

## 歴史
- 1994年（平成6年）10月14日 - 札幌市営地下鉄東豊線の豊水すすきの駅 - 福住駅間の延伸開業と同時に開業[1][2]。
- 2016年（平成28年）10月5日 - 可動式ホーム柵が設置され、稼働開始。

## 駅構造
豊園通の下、豊園通が北海道道89号札幌環状線（環状通）と交差する位置にある。1面2線の島式ホームである。出入口は豊園通沿いに1・2番出口、環状通沿いに3番出口がある。2番出口は地上からコンコースまで一直線の階段（昇りエスカレーターも併設）になっており、3番出口には地上へのエレベーターがある。

### のりば
| ホーム | 路線   | 行先                     |
| ------ | ------ | ------------------------ |
| 1      | 東豊線 | 福住方面                 |
| 2      | 東豊線 | 大通・さっぽろ・栄町方面 |

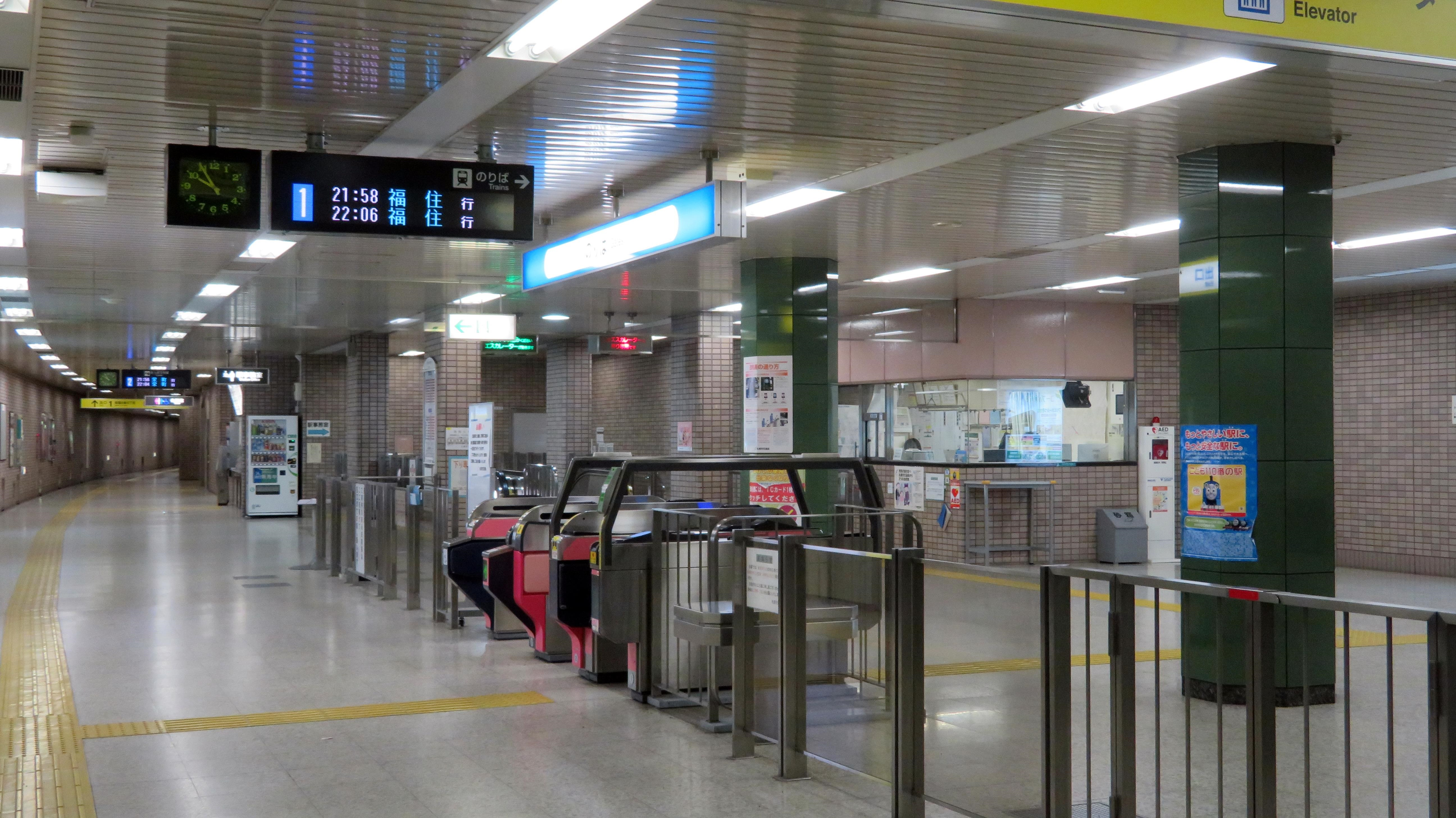
改札口
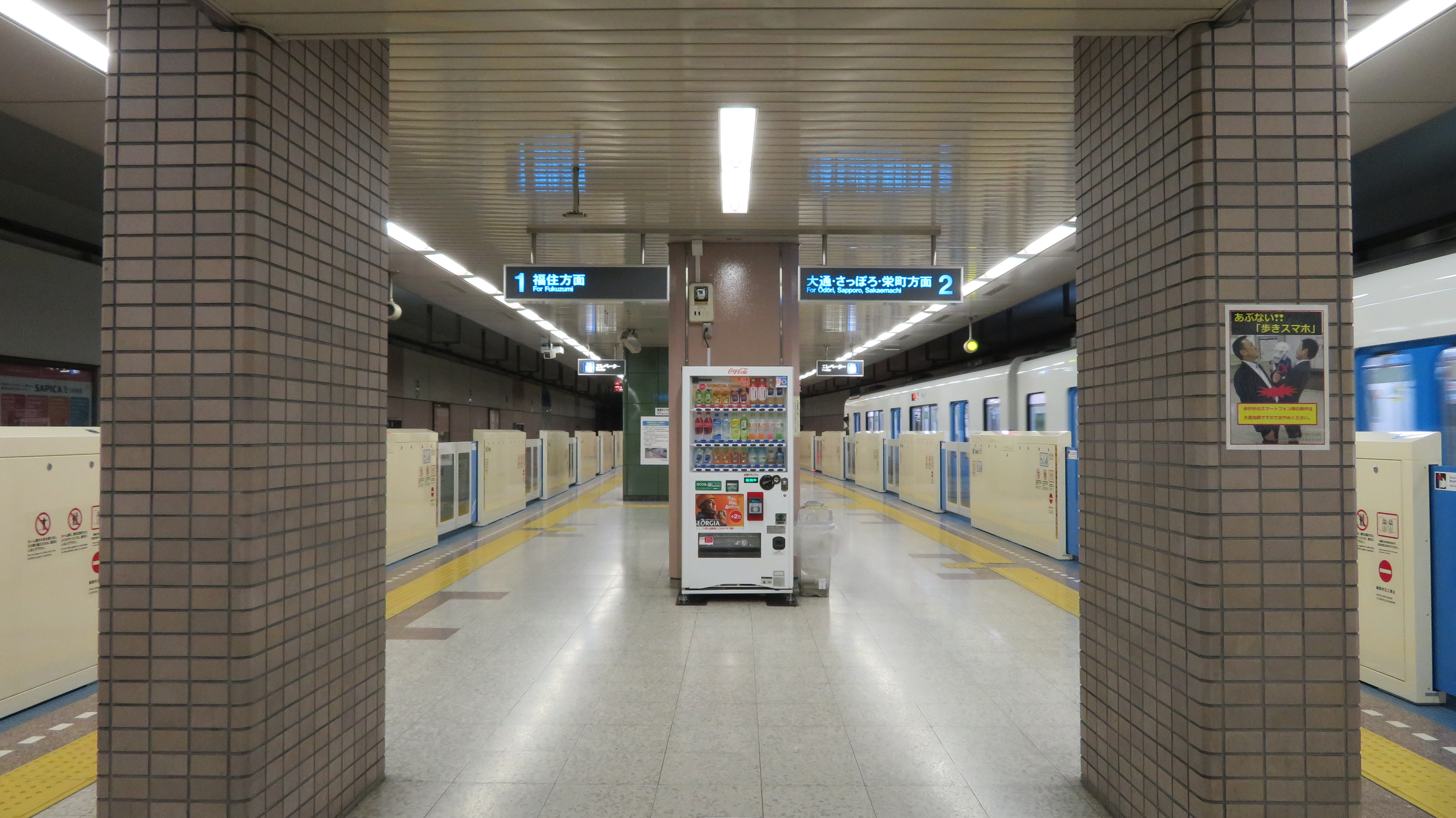
ホーム
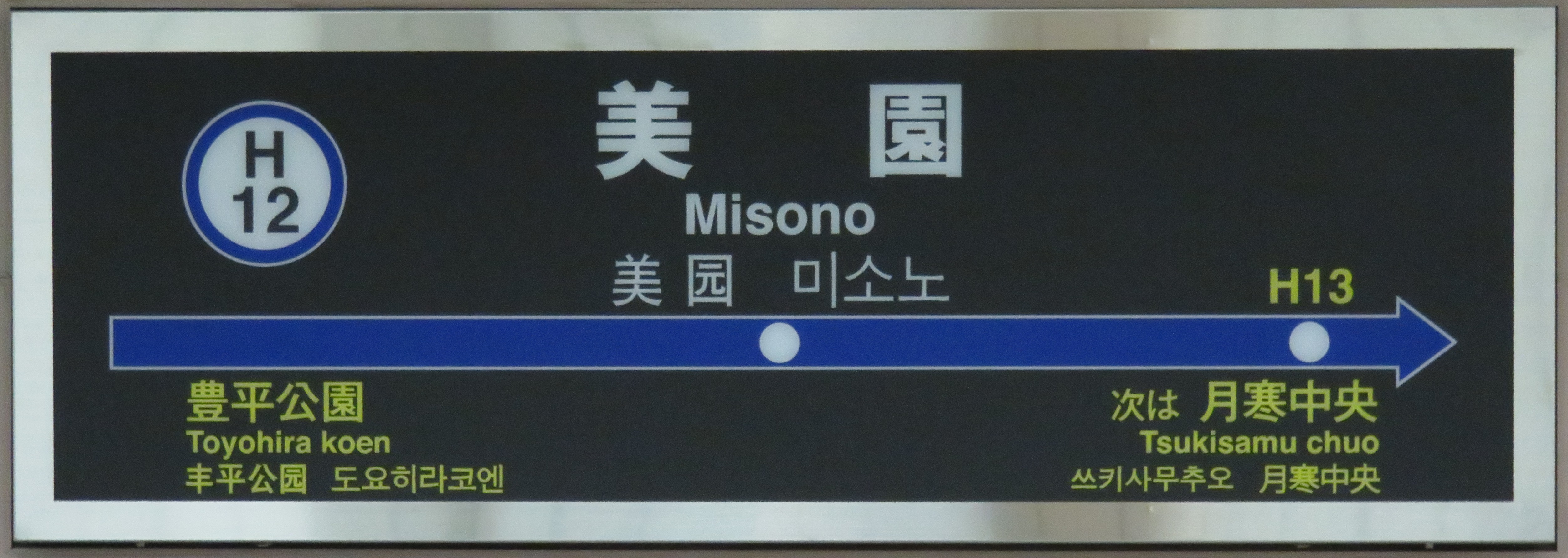
駅名標

## 利用状況
札幌市交通局によると、2022年度の1日平均乗車人員は4,998人であった。東豊線の駅では北13条東駅、豊平公園駅に次いで乗車人員が少ない。
近年の1日平均乗車人員の推移は以下のとおりである。
| 年度   | 1日平均 乗車人員 | 出典  |
| ------ | ---------------- | ----- |
| 2003年 | 3,581            | [ 4 ] |
| 2004年 | 3,763            | [ 4 ] |
| 2005年 | 3,852            | [ 4 ] |
| 2006年 | 3,952            | [ 4 ] |
| 2007年 | 3,953            | [ 4 ] |
| 2008年 | 4,039            | [ 4 ] |
| 2009年 | 4,015            | [ 4 ] |
| 2010年 | 4,046            | [ 4 ] |
| 2011年 | 4,144            | [ 4 ] |
| 2012年 | 4,376            | [ 4 ] |
| 2013年 | 4,532            | [ 4 ] |
| 2014年 | 4,683            | [ 5 ] |
| 2015年 | 4,856            | [ 5 ] |
| 2016年 | 5,030            | [ 6 ] |
| 2017年 | 5,031            | [ 6 ] |
| 2018年 | 5,111            | [ 7 ] |
| 2019年 | 5,238            | [ 7 ] |
| 2020年 | 4,259            | [ 8 ] |
| 2021年 | 4,449            | [ 8 ] |
| 2022年 | 4,998            | [ 8 ] |

## 駅周辺
駅の周りは住宅地である。店は多くなく、商店街は形成されていない。
- 環状通[3]
- 豊園通[3]
- 札幌市豊平区役所[3]
  - 札幌市豊平保健センター[3]
  - 札幌市豊平区民センター[3]
- 美園まちづくりセンター、美園児童会館[3]
- 札幌市南部市税事務所[3]
- 豊平郵便局[3]
- 美園郵便局[3]
- 月寒公園[3]
- コープさっぽろ美園店
- ローソン札幌美園8条七丁目店

## バス路線
2025年（令和7年）4月1日現在。路線詳細は事業者・営業所記事を参照。
- 北海道中央バス
  - 美83 西岡美園線（西岡営業所）：西岡4条14丁目
  - 白30 白石平岸線（白石営業所）：平岸駅、地下鉄白石駅
- 北都交通
  - E 新千歳空港連絡バス 新千歳空港（休止中[11]）

## その他
- 駅スタンプは美園駅のイニシャルMの中に月寒公園が描かれている[12]。
- 札幌市が2011年に発行した「中小河川洪水ハザードマップ」によれば、札幌市は地下鉄美園駅を、豪雨等を原因とする望月寒川の決壊・氾濫による「浸水の危険が想定される駅」に指定した。浸水時の入場は極めて危険であるため、浸水前避難が推奨されている[13]。

## 隣の駅
札幌市営地下鉄
 東豊線
豊平公園駅 (H11) - 美園駅 (H12) - 月寒中央駅 (H13)